# Michael A. Hess
Pour les articles homonymes, voir Hess.
Michael Anthony Hess, né Anthony Lee le 5 juillet 1952 et mort le 15 août 1995, est un juriste américain d'origine irlandaise, responsable juridique du parti républicain au Comité national républicain de fin 1980 au début 1990. 
Né en Irlande sous le nom d'Anthony Lee, il est le fils de Philomena Lee (en) et passe les premières années de sa vie dans le couvent appelé Abbaye de Sean Ross (en) avant d'être adopté par Marge et Doc Hess de Saint-Louis (Missouri). Son adoption fait partie d'un programme de « de rééducation » pratiqué par les Sœurs des Sacrés-Cœurs de Jésus et de Marie en Irlande sous le couvert de l'Église catholique irlandaise et la connivence de l'Église catholique des États-Unis. Le récit de la première partie de sa vie a été raconté plus tard par le journaliste britannique Martin Sixsmith dans un livre The Lost Child of Philomena Lee, duquel a été tiré le film Philomena de Stephen Frears.

## Vie privée
Philomena Lee, la mère biologique de Michael Anthony Hess (né Anthony Lee), est enceinte à l'âge de 18 ans à la suite d'une aventure avec un postier prénommé John. Elle est alors envoyée à l'Abbaye de Sean Ross (en) qui est un lieu de rétention pour les mères célibataires à Roscrea en Irlande. Après avoir mis au monde Michael Hess (alias Anthony Lee), elle vit avec lui dans le couvent jusqu'à ce qu'elle ait 22 ans et lui 3 ans. Sous une très forte pression morale, Philomena Lee est contrainte de signer un document d'abandon de son enfant. Comme cela se faisait en Irlande à l'époque, l'Église catholique vend l'enfant à une famille catholique des États-Unis et Philomena Lee ne sait pas où son fils a été envoyé au moment où elle quitte le couvent.
Michael Hess grandit dans le Midwest dans une famille catholique. Il est diplômé de l'Université Notre-Dame et obtient un doctorat en droit de l'Université George-Washington.
Il effectue trois voyages en Irlande pour essayer de retrouver sa mère et tenter de persuader les religieuses de lui donner des informations, mais sans succès. Il meurt de complications du SIDA et demande que ses cendres reposent dans le couvent où il est né, dans l'espoir que sa mère puisse un jour retrouver sa tombe. En fin de compte, Michael Hess n'a jamais su qui était sa mère. Le compagnon de Michael Hess pour les dernières quinze années de sa vie fut Steve Dahllof. Ce dernier a affirmé que le livre Philomena était vrai à 30 %, tandis que, dans l'esprit, le film était vrai à 100 %.

## Vie professionnelle
Michael Hess est l'adjoint au responsable juridique du Comité national républicain, puis devient lui-même responsable juridique dudit comité. Il joue alors un rôle important dans le découpage électoral de la fin des années 1980 et du début des années 1990 et est admiré pour son intégrité et son professionnalisme.

## La question des adoptions contraintes
Le programme des adoptions contraintes géré par les autorités catholiques en Irlande durant les années 1950 a suscité des débats houleux depuis et le cas de Michael Hess (alias Anthony Lee) y a joué un rôle proéminent. La plupart des documents concernant ces enfants ayant été détruits, l'accès aux archives a été impossible.

## Le livre et le film
Un livre The Lost Child of Philomena Lee a rapporté ces événements et un film intitulé Philomena de Stephen Frears en a été tiré. Ce sont ces documentaires qui ont fait connaître au public les déchirements de l'enfance d'Anthony Lee (alias Michael Hess) et la souffrance de sa mère.